# Сагами (провинция)

Провинция Сагами на карте Японии со старым административным делением (выделена красным).

Провинция Сагами (яп. 相模国 сагами но куни, «Страна Сагами» или 相州 сосю:, «провинция Сагами») — историческая провинция Японии в регионе Канто на востоке острова Хонсю. Соответствует современной префектуре Канагава за исключением городов Иокогама и Кавасаки.

## История
Провинция Сагами была образована в VII веке. Её административный центр находился в современном городе Хирацука.
Провинция была одной из самых прибыльных в Японии. Для защиты богатств края в X веке возникли местные дружины самообороны, которые впоследствии были преобразованы в самурайские отряды. В конце XII века провинция Сагами стала центром первого самурайского правительства, которое было основано в городе Камакура. Основными хозяевами местных земель были роды Миура и Ходзё.
В XVI веке Сагами была форпостом владений рода Го-Ходзё. Этот род руководил целым регионом Канто из замка Одавара. В период Эдо (1603—1867) на территории провинции существовало владение Одавара-хан, которым руководил род Окубо.
В результате административной реформы в 1871 году провинция Сагами была преобразована в префектуру Канагава.

## Уезды провинции Сагами
- Асигараками (яп. 足柄上郡)
- Асигарасимо (яп. 足柄下郡)
- Аюкава (яп. 愛甲郡)
- Ёроги (яп. 余綾郡)
- Камакура (яп. 鎌倉郡)
- Миура (яп. 御浦郡)
- Оосуми (яп. 大住郡)
- Такакура (яп. 高座郡)